# Koloreino
Koloreino – wieś w Estonii, w prowincji Võru, w gminie Võru.